# 欧洲E23公路
欧洲E23公路（E23）是欧洲的一条国际公路，起点为法国梅斯，终点为瑞士洛桑，全长约391公里。

## 线路
欧洲E23公路穿过以下主要城市：

- 法国：梅斯 - 南锡 - 埃皮纳勒 - 贝桑松
- 瑞士：瓦洛尔布 - 洛桑